# Birger Meling
Birger Solberg Meling (Stavanger, 17 dicembre 1994) è un calciatore norvegese, difensore del Copenaghen e della nazionale norvegese.

## Caratteristiche tecniche
Viene schierato come terzino sinistro.

## Carriera

### Club
Meling ha fatto parte delle giovanili del Viking. A luglio 2013 ha firmato un contratto con gli inglesi del Middlesbrough. L'accordo, di durata annuale, prevedeva l'impiego nella formazione Under-21 del club britannico.
L'11 agosto 2014, libero da vincoli contrattuali, ha firmato un contratto con lo Stabæk, dopo aver sostenuto un provino di alcuni giorni. Ha esordito in Eliteserien in data 21 settembre, subentrando a Ville Jalasto nella sconfitta per 3-0 sul campo dell'Aalesund. Ha totalizzato 2 presenze in squadra nel 2014.
Il 27 giugno 2015 ha segnato la prima rete nella massima divisione locale, contribuendo alla vittoria per 3-2 della sua squadra sullo Strømsgodset. Meling è rimasto in forza allo Stabæk per circa due anni e mezzo, totalizzando 69 presenze e 6 reti tra tutte le competizioni.
L'8 febbraio 2017, il Rosenborg ha ufficializzato sul proprio sito internet l'acquisto di Meling, che si è legato al nuovo club con un contratto quadriennale.
Il 6 luglio 2020 è stato reso noto il suo passaggio a titolo definitivo ai francesi del Nîmes, per cui ha firmato un contratto triennale.
Il 20 luglio 2021 firma per il Rennes.

### Nazionale
Il 28 maggio 2015 ha ricevuto la prima convocazione dalla Norvegia under 21, in vista delle sfide contro Bosnia-Erzegovina e Austria, previste per il 13 e il 16 giugno 2015. Il 16 giugno ha debuttato da titolare nel pareggio per 2-2 nella sfida amichevole contro l'Austria. Il 25 agosto è stato convocato anche per la sfida contro l'Inghilterra, valida per le qualificazioni al campionato europeo 2017: Meling è subentrato a Thomas Grøgaard nel corso del secondo tempo della partita, terminata con una sconfitta degli scandinavi per 0-1.
Il 30 maggio 2017 è stato convocato in Nazionale maggiore dal commissario tecnico Lars Lagerbäck in vista delle partite contro la Repubblica Ceca e la Svezia, rispettivamente valida per le qualificazioni al campionato mondiale 2018 e amichevole. Ha debuttato per la Norvegia il 5 ottobre 2017 per la gara di qualificazione al mondiale 2018 contro San Marino.

## Statistiche

### Presenze e reti nei club
Statistiche aggiornate al 10 gennaio 2021.
| Stagione         | Club             | Campionato       | Campionato | Campionato | Coppe nazionali | Coppe nazionali | Coppe nazionali | Coppe continentali | Coppe continentali | Coppe continentali | Supercoppe | Supercoppe | Supercoppe | Totale | Totale |
| Stagione         | Club             | Comp             | Pres       | Reti       | Comp            | Pres            | Reti            | Comp               | Pres               | Reti               | Comp       | Pres       | Reti       | Pres   | Reti   |
| ---------------- | ---------------- | ---------------- | ---------- | ---------- | --------------- | --------------- | --------------- | ------------------ | ------------------ | ------------------ | ---------- | ---------- | ---------- | ------ | ------ |
| ago.-dic. 2014   | Stabæk           | ES               | 2          | 0          | CN              | 0               | 0               | -                  | -                  | -                  | -          | -          | -          | 2      | 0      |
| 2015             | Stabæk           | ES               | 27         | 1          | CN              | 5               | 0               | -                  | -                  | -                  | -          | -          | -          | 32     | 1      |
| 2016             | Stabæk           | ES               | 28+2       | 4+0        | CN              | 3               | 1               | UEL                | 2                  | -                  | -          | -          | -          | 35     | 5      |
| Totale Stabæk    | Totale Stabæk    | Totale Stabæk    | 57+2       | 5+0        |                 | 8               | 1               |                    | 2                  | 0                  |            | -          | -          | 69     | 6      |
| 2017             | Rosenborg        | ES               | 20         | 0          | CN              | 5               | 1               | UCL+UEL            | 3+8                | 0                  | SN         | 0          | 0          | 38     | 1      |
| 2018             | Rosenborg        | ES               | 28         | 1          | CN              | 6               | 0               | UCL+UEL            | 4+4                | 1+0                | SN         | 0          | 0          | 42     | 2      |
| 2019             | Rosenborg        | ES               | 28         | 0          | CN              | 2               | 2               | UCL+UEL            | 8+8                | 0                  | -          | -          | -          | 42     | 2      |
| gen.-lug. 2020   | Rosenborg        | ES               | 3          | 0          | CN              | -               | -               | UEL                | -                  | -                  | -          | -          | -          | 3      | 0      |
| Totale Rosenborg | Totale Rosenborg | Totale Rosenborg | 79         | 1          |                 | 13              | 3               |                    | 35                 | 1                  |            | 0          | 0          | 127    | 5      |
| 2020-2021        | Nîmes            | L1               | 8          | 1          | CF+CdL          | 0               | 0               | -                  | -                  | -                  | -          | -          | -          | 0      | 0      |
| Totale           | Totale           | Totale           | 144+2      | 7+0        |                 | 21              | 4               |                    | 37                 | 1                  |            | 0          | 0          | 200    | 12     |

### Cronologia presenze e reti in nazionale
| Cronologia completa delle presenze e delle reti in nazionale ― Norvegia | Cronologia completa delle presenze e delle reti in nazionale ― Norvegia | Cronologia completa delle presenze e delle reti in nazionale ― Norvegia | Cronologia completa delle presenze e delle reti in nazionale ― Norvegia | Cronologia completa delle presenze e delle reti in nazionale ― Norvegia | Cronologia completa delle presenze e delle reti in nazionale ― Norvegia | Cronologia completa delle presenze e delle reti in nazionale ― Norvegia | Cronologia completa delle presenze e delle reti in nazionale ― Norvegia |
| Data                                                                    | Città                                                                   | In casa                                                                 | Risultato                                                               | Ospiti                                                                  | Competizione                                                            | Reti                                                                    | Note                                                                    |
| ----------------------------------------------------------------------- | ----------------------------------------------------------------------- | ----------------------------------------------------------------------- | ----------------------------------------------------------------------- | ----------------------------------------------------------------------- | ----------------------------------------------------------------------- | ----------------------------------------------------------------------- | ----------------------------------------------------------------------- |
| 5-10-2017                                                               | Serravalle                                                              | San Marino                                                              | 0 – 8                                                                   | Norvegia                                                                | Qual. Mondiali 2018                                                     | -                                                                       |                                                                         |
| 8-10-2017                                                               | Oslo                                                                    | Norvegia                                                                | 1 – 0                                                                   | Irlanda del Nord                                                        | Qual. Mondiali 2018                                                     | -                                                                       |                                                                         |
| 11-11-2017                                                              | Skopje                                                                  | Macedonia                                                               | 2 – 0                                                                   | Norvegia                                                                | Amichevole                                                              | -                                                                       | 60’                                                                     |
| 14-11-2017                                                              | Trnava                                                                  | Slovacchia                                                              | 1 – 0                                                                   | Norvegia                                                                | Amichevole                                                              | -                                                                       |                                                                         |
| 23-3-2018                                                               | Oslo                                                                    | Norvegia                                                                | 4 – 1                                                                   | Australia                                                               | Amichevole                                                              | -                                                                       |                                                                         |
| 26-3-2018                                                               | Elbasan                                                                 | Albania                                                                 | 0 – 1                                                                   | Norvegia                                                                | Amichevole                                                              | -                                                                       |                                                                         |
| 6-6-2018                                                                | Oslo                                                                    | Norvegia                                                                | 1 – 0                                                                   | Panama                                                                  | Amichevole                                                              | -                                                                       |                                                                         |
| 6-9-2018                                                                | Oslo                                                                    | Norvegia                                                                | 2 – 0                                                                   | Cipro                                                                   | UEFA Nations League 2018-2019 - 1º turno                                | -                                                                       |                                                                         |
| 9-9-2018                                                                | Sofia                                                                   | Bulgaria                                                                | 1 – 0                                                                   | Norvegia                                                                | UEFA Nations League 2018-2019 - 1º turno                                | -                                                                       |                                                                         |
| 19-11-2018                                                              | Nicosia                                                                 | Cipro                                                                   | 0 – 2                                                                   | Norvegia                                                                | UEFA Nations League 2018-2019 - 1º turno                                | -                                                                       |                                                                         |
| 18-11-2019                                                              | Ta' Qali                                                                | Malta                                                                   | 1 – 2                                                                   | Norvegia                                                                | Qual. Euro 2020                                                         | -                                                                       |                                                                         |
| 7-9-2020                                                                | Belfast                                                                 | Irlanda del Nord                                                        | 1 – 5                                                                   | Norvegia                                                                | UEFA Nations League 2020-2021 - 1º turno                                | -                                                                       | 77’ 90+3’                                                               |
| 11-10-2020                                                              | Oslo                                                                    | Norvegia                                                                | 4 – 0                                                                   | Romania                                                                 | UEFA Nations League 2020-2021 - 1º turno                                | -                                                                       |                                                                         |
| 14-10-2020                                                              | Oslo                                                                    | Norvegia                                                                | 1 – 0                                                                   | Irlanda del Nord                                                        | UEFA Nations League 2020-2021 - 1º turno                                | -                                                                       |                                                                         |
| 24-3-2021                                                               | Gibilterra                                                              | Gibilterra                                                              | 0 – 3                                                                   | Norvegia                                                                | Qual. Mondiali 2022                                                     | -                                                                       |                                                                         |
| 27-3-2021                                                               | Malaga                                                                  | Norvegia                                                                | 0 – 3                                                                   | Turchia                                                                 | Qual. Mondiali 2022                                                     | -                                                                       |                                                                         |
| 30-3-2021                                                               | Podgorica                                                               | Montenegro                                                              | 0 – 1                                                                   | Norvegia                                                                | Qual. Mondiali 2022                                                     | -                                                                       |                                                                         |
| 2-6-2021                                                                | Malaga                                                                  | Norvegia                                                                | 1 – 0                                                                   | Lussemburgo                                                             | Amichevole                                                              | -                                                                       |                                                                         |
| 6-6-2021                                                                | Malaga                                                                  | Norvegia                                                                | 1 – 2                                                                   | Grecia                                                                  | Amichevole                                                              | -                                                                       | 69’                                                                     |
| 1-9-2021                                                                | Oslo                                                                    | Norvegia                                                                | 1 – 1                                                                   | Paesi Bassi                                                             | Qual. Mondiali 2022                                                     | -                                                                       |                                                                         |
| 4-9-2021                                                                | Riga                                                                    | Lettonia                                                                | 0 – 2                                                                   | Norvegia                                                                | Qual. Mondiali 2022                                                     | -                                                                       |                                                                         |
| 7-9-2021                                                                | Oslo                                                                    | Norvegia                                                                | 5 – 1                                                                   | Gibilterra                                                              | Qual. Mondiali 2022                                                     | -                                                                       | 46’                                                                     |
| 8-10-2021                                                               | Istanbul                                                                | Turchia                                                                 | 1 – 1                                                                   | Norvegia                                                                | Qual. Mondiali 2022                                                     | -                                                                       |                                                                         |
| 11-10-2021                                                              | Oslo                                                                    | Norvegia                                                                | 2 – 0                                                                   | Montenegro                                                              | Qual. Mondiali 2022                                                     | -                                                                       |                                                                         |
| 13-11-2021                                                              | Oslo                                                                    | Norvegia                                                                | 0 – 0                                                                   | Lettonia                                                                | Qual. Mondiali 2022                                                     | -                                                                       |                                                                         |
| 16-11-2021                                                              | Rotterdam                                                               | Paesi Bassi                                                             | 2 – 0                                                                   | Norvegia                                                                | Qual. Mondiali 2022                                                     | -                                                                       |                                                                         |
| 2-6-2022                                                                | Belgrado                                                                | Serbia                                                                  | 0 – 1                                                                   | Norvegia                                                                | UEFA Nations League 2022-2023 - 1º turno                                | -                                                                       | 82’                                                                     |
| 5-6-2022                                                                | Solna                                                                   | Svezia                                                                  | 1 – 2                                                                   | Norvegia                                                                | UEFA Nations League 2022-2023 - 1º turno                                | -                                                                       |                                                                         |
| 9-6-2022                                                                | Oslo                                                                    | Norvegia                                                                | 0 – 0                                                                   | Slovenia                                                                | UEFA Nations League 2022-2023 - 1º turno                                | -                                                                       | 73’                                                                     |
| 24-9-2022                                                               | Lubiana                                                                 | Slovenia                                                                | 2 – 1                                                                   | Norvegia                                                                | UEFA Nations League 2022-2023 - 1º turno                                | -                                                                       |                                                                         |
| 27-9-2022                                                               | Oslo                                                                    | Norvegia                                                                | 0 – 2                                                                   | Serbia                                                                  | UEFA Nations League 2022-2023 - 1º turno                                | -                                                                       | 57’                                                                     |
| 17-11-2022                                                              | Dublino                                                                 | Irlanda                                                                 | 1 – 2                                                                   | Norvegia                                                                | Amichevole                                                              | -                                                                       | 66’                                                                     |
| 20-11-2022                                                              | Oslo                                                                    | Norvegia                                                                | 1 – 1                                                                   | Finlandia                                                               | Amichevole                                                              | -                                                                       | 44’                                                                     |
| 25-3-2023                                                               | Malaga                                                                  | Spagna                                                                  | 3 – 0                                                                   | Norvegia                                                                | Qual. Euro 2024                                                         | -                                                                       | 74’                                                                     |
| 28-3-2023                                                               | Batumi                                                                  | Georgia                                                                 | 1 – 1                                                                   | Norvegia                                                                | Qual. Euro 2024                                                         | -                                                                       | 89’                                                                     |
| 17-6-2023                                                               | Oslo                                                                    | Norvegia                                                                | 1 – 2                                                                   | Scozia                                                                  | Qual. Euro 2024                                                         | -                                                                       |                                                                         |
| 20-6-2023                                                               | Oslo                                                                    | Norvegia                                                                | 3 – 1                                                                   | Cipro                                                                   | Qual. Euro 2024                                                         | -                                                                       |                                                                         |
| 12-10-2023                                                              | Larnaca                                                                 | Cipro                                                                   | 0 – 4                                                                   | Norvegia                                                                | Qual. Euro 2024                                                         | -                                                                       |                                                                         |
| 15-10-2023                                                              | Oslo                                                                    | Norvegia                                                                | 0 – 1                                                                   | Spagna                                                                  | Qual. Euro 2024                                                         | -                                                                       |                                                                         |
| Totale                                                                  |                                                                         | Presenze                                                                | 39                                                                      |                                                                         | Reti                                                                    | 0                                                                       |                                                                         |

## Palmarès

### Club

#### Competizioni nazionali
- Campionato norvegese: 2

Rosenborg: 2017, 2018
- Coppa di Norvegia: 1

Rosenborg: 2018
- Campionato danese: 1

Copenhagen: 2024-2025
- Coppa di Danimarca: 1

Copenhagen: 2024-2025